# Buddleja davidii
Будлея Давида, або мінлива (Buddleja davidii) — вид рослин роду будлея (Buddleja).

## Назва
Будлея Давида отримала назву на честь французького місіонера, зоолога і ботаніка Армана Давида (фр. Armand David, 1826—1900), який більшу частину життя провів у Китаї, де відкрив цей вид у 1869 р.

## Будова
Високий до 5 метрів чагарник з супротивним ланцетним листям і дрібними блідо-фіолетовими квітами, які зібрані на кінцях пагонів у звисаючі запашні суцвіття (до 25 см.)

## Життєвий цикл
Квіти зацвітають в середині літа і приваблюють метеликів. Німецька назва

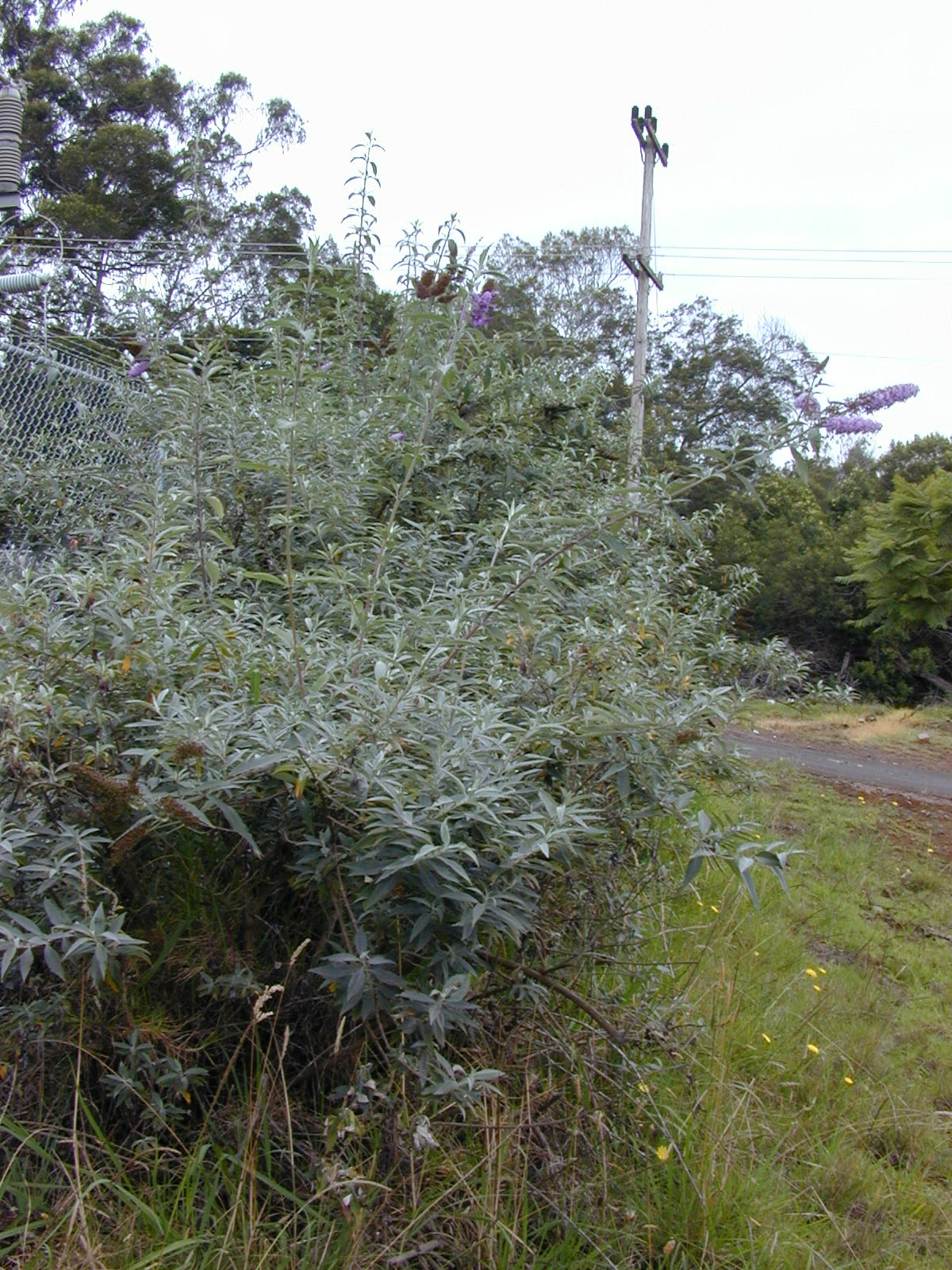
Натуралізований кущ рослини на Гаваях

## Поширення та середовище існування
Походить з Центрального та Західного Китаю. Наразі поширився людьми по усій планеті. Інвазійний вид рослин. Поширенню цієї рослини запобігають у таких країнах: Німеччина, Швейцарія, Іспанія, Франція, США. У Новій Зеландії Buddleja davidii є причиною економічних проблем, оскільки ці рослини пригнічують місцеві види. У Правобережному Лісостепу України цей вид росте лише в умовах культури і у зв'язку з невисокою морозостійкістю інвазійного характеру не проявляє.

## Практичне використання
Широко розповсюджений культурний вид, невибагливий до ґрунтових умов і стійкий до промислового забруднення атмосфери, що протягом першого року розвитку досягає ефектного та тривалого цвітіння.

### Сорти
Має багато культурних форм:
- Buddleja davidii var. African Queen — темно-фіолетові суцвіття.
- Buddleja davidii var. Alba — білі суцвіття.
- Buddleja davidii var. Black Knight — темно-фіолетові майже чорні суцвіття.
- Buddleja davidii var. Border Beauty — класичні фіолетові суцвіття.
- Buddleja davidii var. Ile de France — класичні фіолетові суцвіття до 70 см.
- Buddleja davidii var. Imperial Purple — фіолетово-пурпурні суцвіття.
- Buddleja davidii var. Summer Beauty — суцвіття ніжного рожево-малинового кольору.
- Buddleja davidii var. White Cloud — білі суцвіття.
- Buddleja davidii var. White Profusion — білі суцвіття довжиною до 50 см.

## Галерея

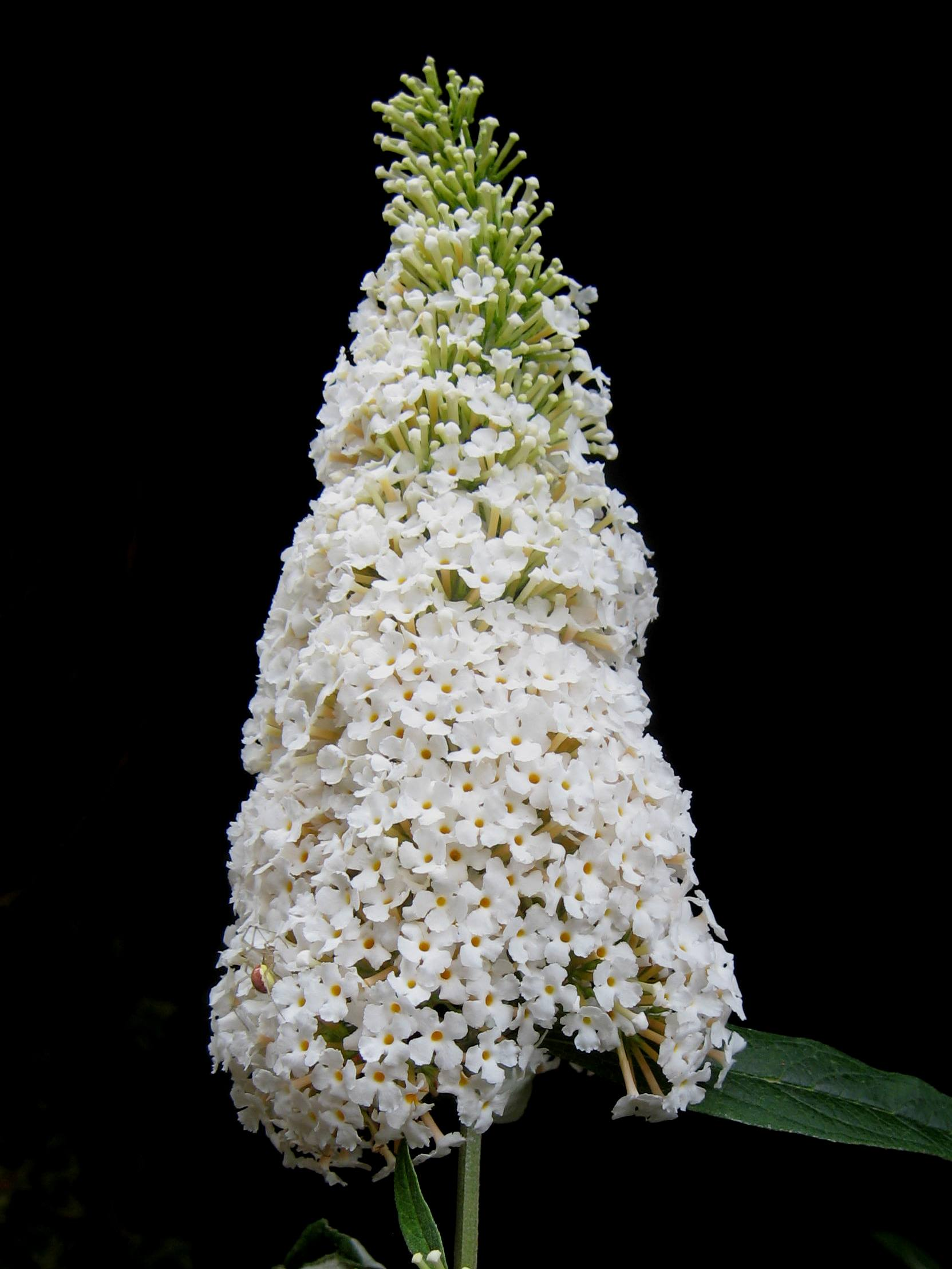
Buddleja davidii 'White Profusion'
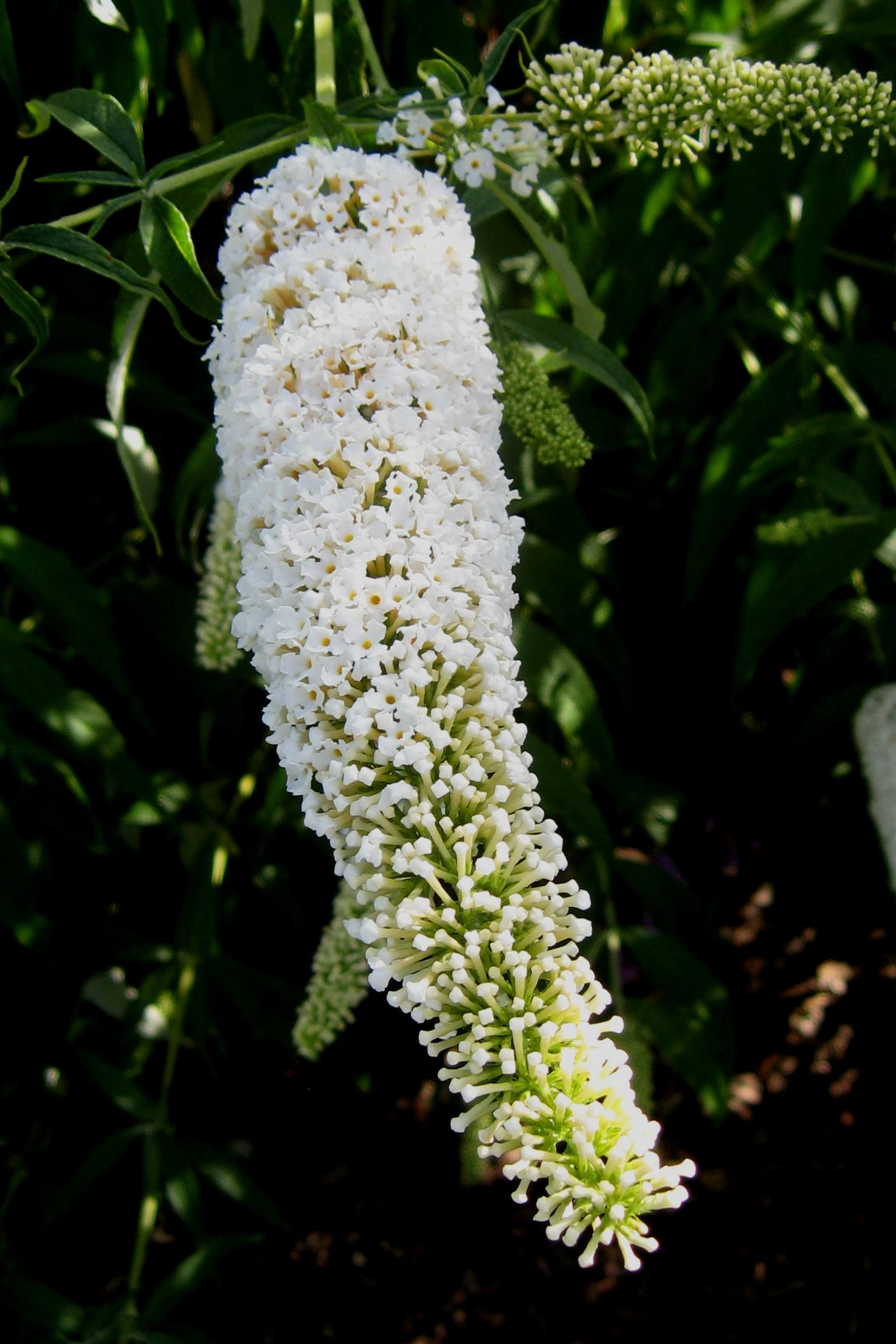
Buddleja davidii 'White Cloud'
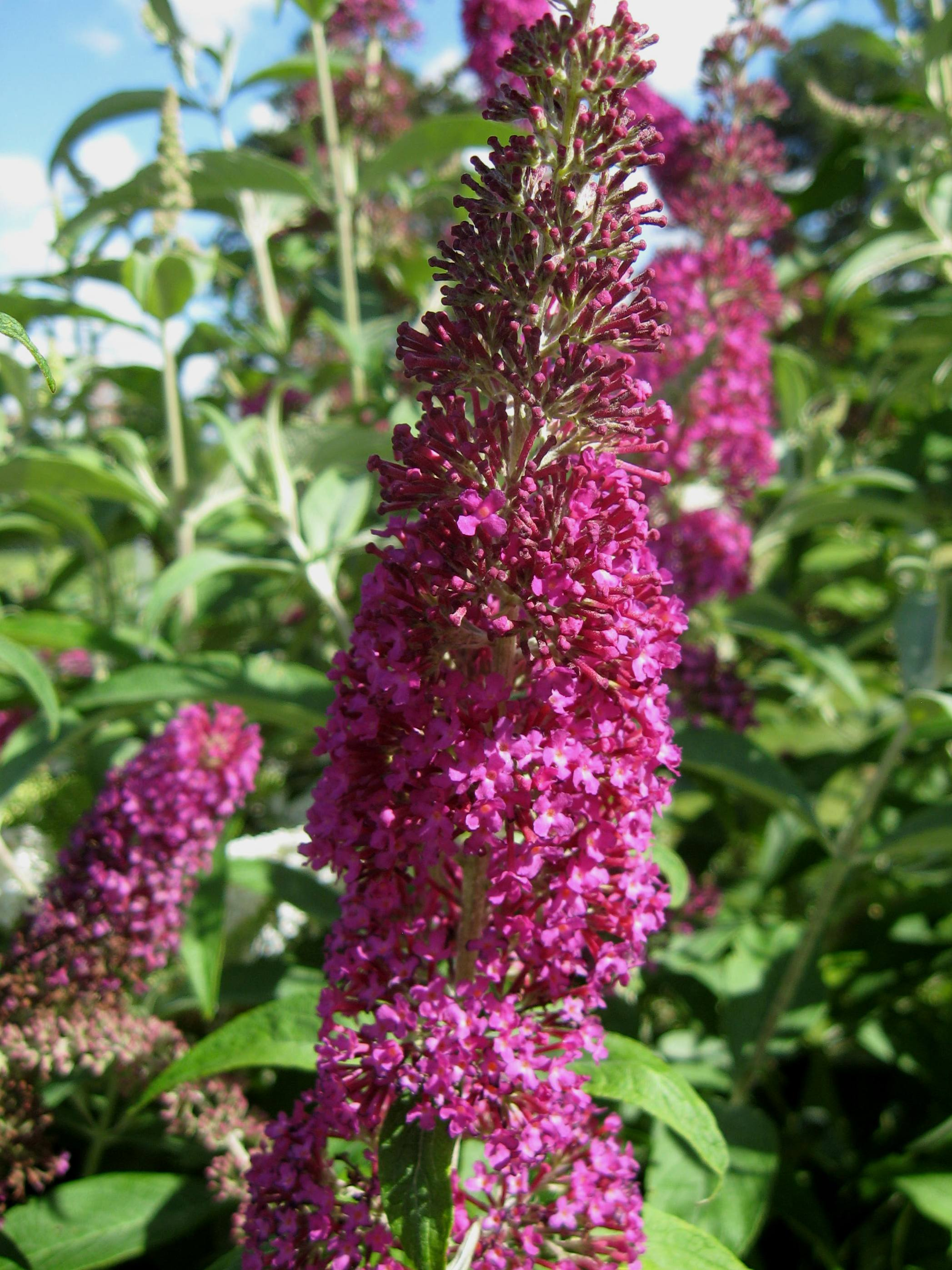
Buddleja 'Summer Beauty'
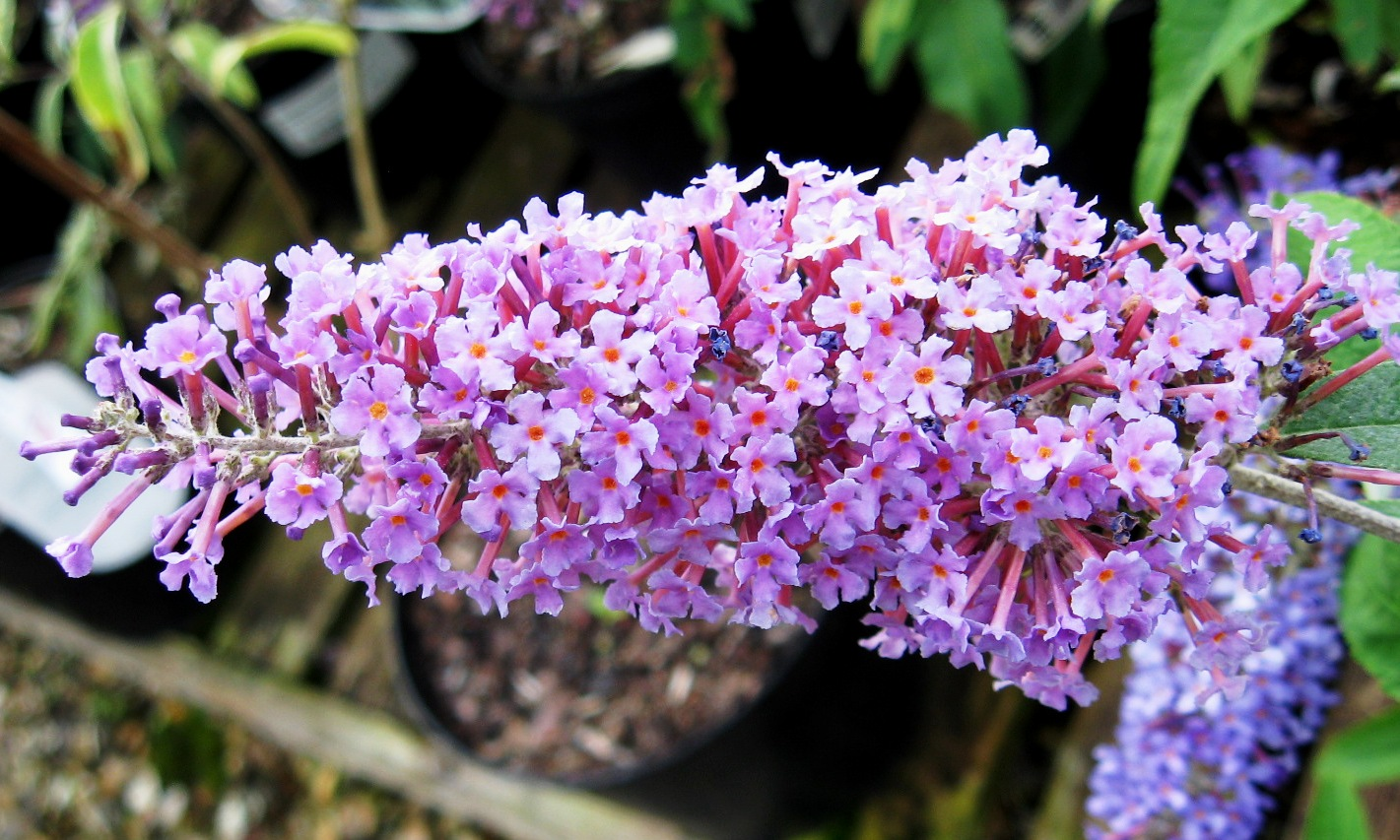
Buddleja davidii 'Ile de France'
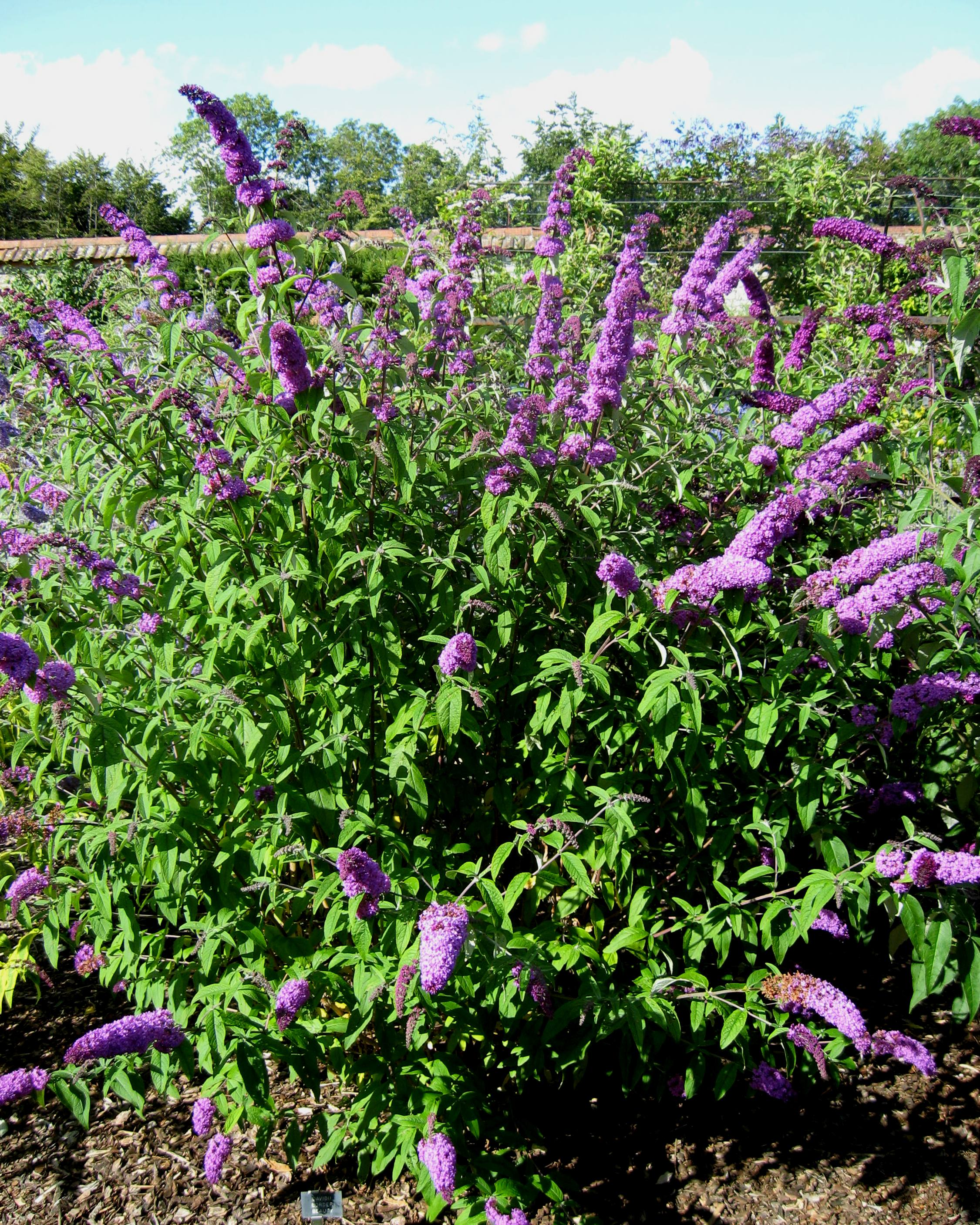
Buddleja davidii 'Boreder Beauty'
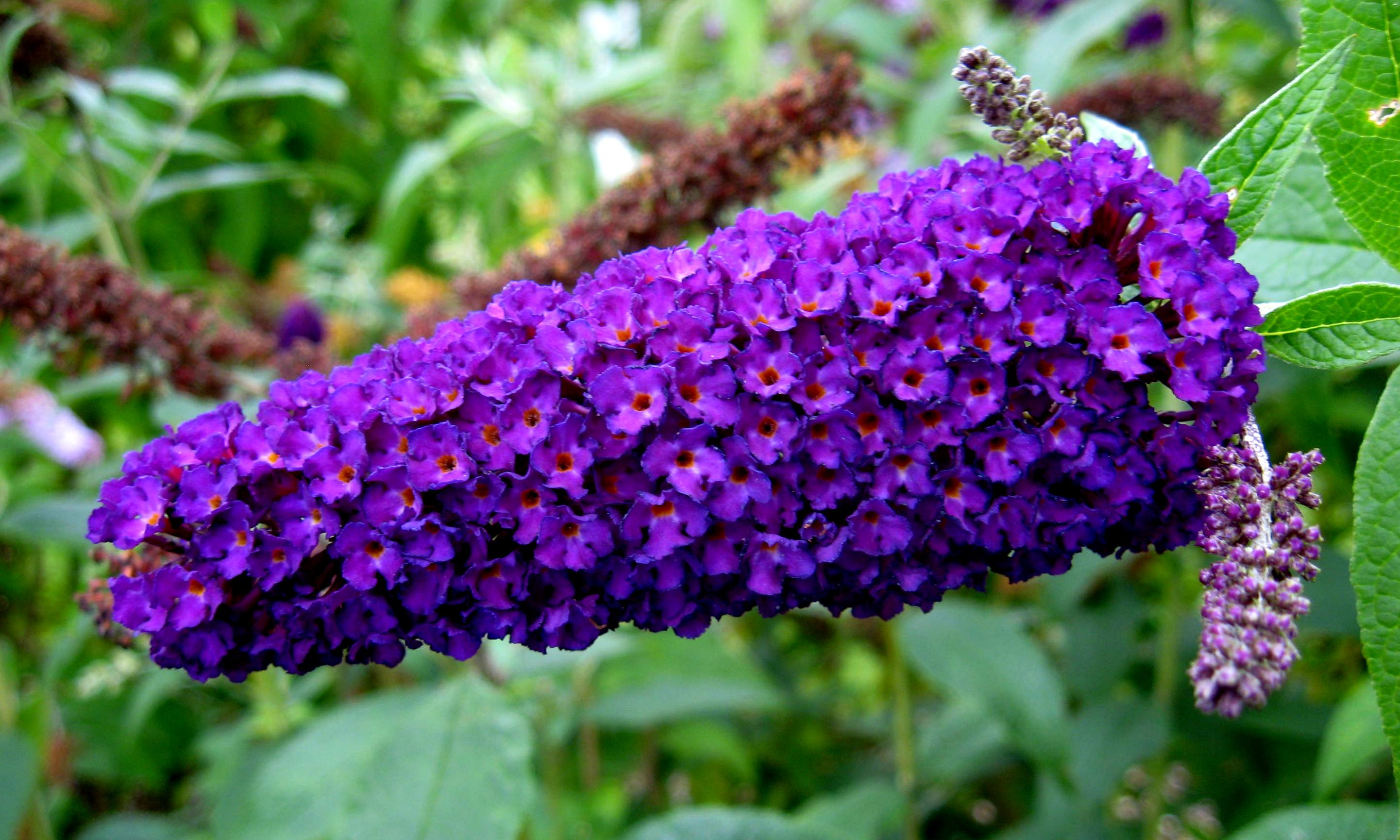
Buddleja davidii 'African Queen'